# Tjeckiens MotoGP 2007
Tjeckien MotoGP 2007 var ett race som körde den 19 augusti på Automotodrom Brno.

## MotoGP
MotoGP-loppet blev aldrig särskilt spännande. Precis som året innan var det total dominans hela loppet för en Ducatiförare. Som väntat var det Casey Stoner som vann enkelt en dag då förarna med Michelindäck var helt ur form. John Hopkins. Nicky Hayden tog den sista pallplatsen, när Honda visade upp bättre form och var bättre än Valentino Rossi, som slutade sjua. En glädjande överraskning var Toni Elías chockcomeback efter sitt brutna ben 50 dagar tidigare. Elías tog också poäng, med en elfte plats.

### Resultat
| Plats | Förare           | Märke    | Grid | Kvaltid  |
| ----- | ---------------- | -------- | ---- | -------- |
| 1     | Casey Stoner     | Ducati   | 1    | 1.56,884 |
| 2     | John Hopkins     | Suzuki   | 4    | 1.57,567 |
| 3     | Nicky Hayden     | Honda    | 2    | 1.57,179 |
| 4     | Dani Pedrosa     | Honda    | 3    | 1.57,179 |
| 5     | Chris Vermeulen  | Suzuki   | 8    | 1.57,699 |
| 6     | Loris Capirossi  | Ducati   | 7    | 1.57,665 |
| 7     | Valentino Rossi  | Yamaha   | 6    | 1.57,640 |
| 8     | Randy de Puniet  | Kawasaki | 5    | 1.57,599 |
| 9     | Alex Barros      | Ducati   | 13   | 1.58,204 |
| 10    | Carlos Checa     | Honda    | 12   | 1.58,143 |
| 11    | Toni Elías       | Honda    | 14   | 1.58,264 |
| 12    | Anthony West     | Kawasaki | 16   | 1.59,386 |
| 13    | Sylvain Guintoli | Yamaha   | 10   | 1.57,732 |
| 14    | Shinya Nakano    | Honda    | 11   | 1.57,969 |
| 15    | Kurtis Roberts   | KR       | 17   | 1.59,446 |
| 16    | Ivan Silva       | Ducati   | 18   | 1.59,721 |
| 17    | Makoto Tamada    | Yamaha   | 15   | 1.58,399 |
| 18    | Colin Edwards    | Yamaha   | 9    | 1.57,702 |